# Joseph Mohr
Joseph Franz Mohr (Salzburgo, 11 de diciembre de 1792 - Wagrain, 4 de diciembre de 1848) fue un sacerdote y compositor austriaco, autor de la letra del conocido villancico navideño «Noche de paz».

## Primeros años y educación
Mohr nació en Salzburgo el 11 de diciembre de 1792, de una bordadora soltera, Anna Schoiberin, y Franz Mohr, un soldado mercenario y desertor, que abandonó a la madre de Joseph antes del nacimiento. Los antepasados por parte de su padre procedían de la ciudad de Mariapfarr en la región montañosa de Lungau al sur de Salzburgo, mientras que la familia de su madre era de la ciudad minera de sal de Hallein . En su bautismo poco después de su nacimiento, el padrino fue registrado como Joseph Wohlmuth, el último verdugo oficial de Salzburgo, quien no asistió personalmente pero fue representado por Franziska Zachin. Como los padres no estaban casados, José recibió el nombre de su padre, según la costumbre.
Johann Nepomuk Hiernle, vicario y líder de música en la catedral de Salzburgo , permitió que Mohr tuviera una educación y lo ayudó en la música. Cuando era niño, Mohr se desempeñó simultáneamente como cantante y violinista en los coros de la Iglesia de la Universidad y en la iglesia del monasterio benedictino de San Pedro. De 1808 a 1810, Mohr estudió en el monasterio benedictino de Kremsmünster en la provincia de Alta Austria. Luego regresó a Salzburgo para asistir a la escuela Lyceum y, en 1811, ingresó al seminario. Como era de nacimiento ilegítimo, en esos días se requería una dispensación especial para que pudiera asistir a seminario. El 21 de agosto de 1815, Mohr se graduó y fue ordenado sacerdote.

## Padre Mohr
En el otoño de 1815, se le pidió a Mohr que proporcionara ayuda temporal en el pueblo de Ramsau, cerca de Berchtesgaden. Luego, Mohr se desempeñó como sacerdote asistente en Mariapfarr (1815–1817). Fue durante este tiempo, en 1816, que escribió las palabras de "Noche de paz" en Mariapfarr. La mala salud lo obligó a regresar a Salzburgo en el verano de 1817. Después de una breve recuperación, comenzó a servir como sacerdote asistente en St. Nicholas en Oberndorf, donde conoció a Franz Gruber, maestro de escuela en la vecina Arnsdorf.

### Noche de paz
En una fría Nochebuena de 1818, Mohr caminó los tres kilómetros desde su casa en Oberndorf bei Salzburg para visitar a su amigo Franz Xaver Gruber en la vecina ciudad de Arnsdorf bei Laufen. Mohr trajo consigo un poema que había escrito unos dos años antes. Necesitaba un villancico para la misa de medianoche de Nochebuena que estaba a solo unas horas de distancia, y esperaba que su amigo, un maestro de escuela que también se desempeñaba como maestro de coro y organista de la iglesia, pudiera poner música a su poema.  Gruber compuso la melodía de "Stille Nacht" de Mohr en tan solo unas horas.
La canción se cantó en la Misa de Medianoche en un arreglo simple para guitarra y coro. Varias leyendas han surgido a lo largo de los años sobre la génesis de "Silent Night", pero la explicación más simple y probable parece haber sido que Mohr simplemente quería una canción original que pudiera tocar en su instrumento favorito, la guitarra.  En unos pocos años, aparecieron arreglos del villancico en las iglesias de la Arquidiócesis de Salzburgo y cantantes populares del valle de Ziller llevaron la composición a giras por Europa.

## Vida posterior
Mohr, un hombre generoso que donó la mayor parte de su salario a la caridad, fue trasladado de un lugar a otro y permaneció en Oberndorf solo hasta 1819. Después de Oberndorf fue enviado a Kuchl, seguido de estancias en Golling an der Salzach , Bad Vigaun , Adnet y Anthering . En 1827 fue nombrado pastor de Hintersee y en 1837 de la aldea alpina de Wagrain .  Aquí creó un fondo para permitir que los niños de familias pobres asistieran a la escuela y estableció un sistema para el cuidado de los ancianos. Mohr murió de una enfermedad respiratoria el 4 de diciembre de 1848, a la edad de 55 años.

## Legado
El lugar de descanso final de Mohr se encuentra en la pequeña estación de esquí alpino de Wagrain, donde murió en 1848. La escuela Joseph Mohr se erige como un monumento apropiado y cerca de la tumba del hombre que escribió las palabras que se escuchan en todo el mundo.  La escuela del pueblo lleva su nombre y su tumba se ha mantenido en un lugar de honor en el cementerio cercano de la iglesia. Una exhibición al aire libre que detalla la vida de Joseph Mohr está situada en el pasillo entre la iglesia y la casa parroquial donde una vez vivió. En 2006, el Museo Waggerl de la ciudad instaló una exposición permanente: Joseph Mohr, vicario de Wagrain.
En Austria, Noche de paz se considera un tesoro nacional. Tradicionalmente, la canción no se puede reproducir públicamente antes de Nochebuena.
Hasta 2006, se pensaba que Mohr y Gruber habían colaborado en una sola composición, pero otra fue ubicada en el archivo parroquial de Wagrain por las autoridades arquidiocesanas de Salzburgo. El "Te Deum" con texto de Joseph Mohr y melodía de Franz Xaver Gruber se puede escuchar en una exhibición de audio en el Museo Waggerl en Wagrain.